# Pavimento stradale
Il pavimento stradale è la parte più superficiale di una strada. Tali pavimentazioni stradali hanno diversi nomi e caratteristiche a seconda del tipo di materiale utilizzato.

## Descrizione
Il pavimento stradale è costituito da una miscela di aggregati e di leganti. Se il legante è il bitume, si parla di conglomerato bituminoso.
Il pavimento stradale deve resistere ai grossi carichi concentrati dei mezzi di trasporto che vi transitano quotidianamente, all'usura, al degrado da parte di agenti fisico-chimici, alle dilatazioni termiche e deve nel contempo consentire un'ottimale aderenza degli pneumatici. Pertanto il pavimento stradale è ricorrentemente sottoposto ad attività di manutenzione: il caso più frequente è quella della sostituzione dello strato di asfalto, una volta che è andato logorandosi; ma esiste anche il problema del gelo, della neve (nelle zone fredde o di alta montagna, ad esempio), evento pericoloso, in quanto  causa di perdita di aderenza delle ruote sulla strada, viene affrontato per mezzo di spazzatrici o tramite il metodo preventivo dello spargimento di sale.

## Tipologie

### Asfaltata

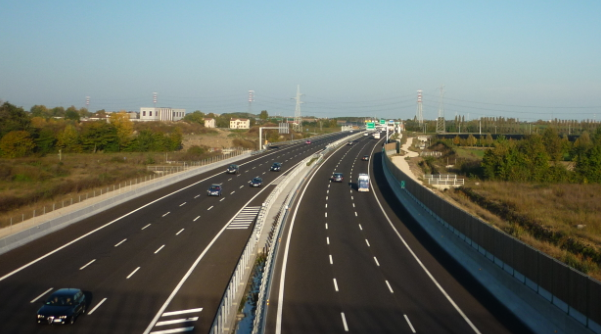
Autostrada asfaltata

La superficie d'usura (detta anche tappeto di usura) è costituita da uno strato di conglomerato bituminoso a granulometria fine stabilita in base alle stime di degrado del manto e alla frequenza degli interventi di rifacimento dello stesso.
Gli strati su cui una pavimentazione stradale trasmette i carichi sono via via meno pregiati, sia per questioni economiche, sia per facilitare una redistribuzione dei carichi ottimale sul terreno e limitare i cedimenti differenziali.
Lo strato sottostante al manto di usura si chiama binder, mentre quello immediatamente sotto prende il nome di base.

### Basolato

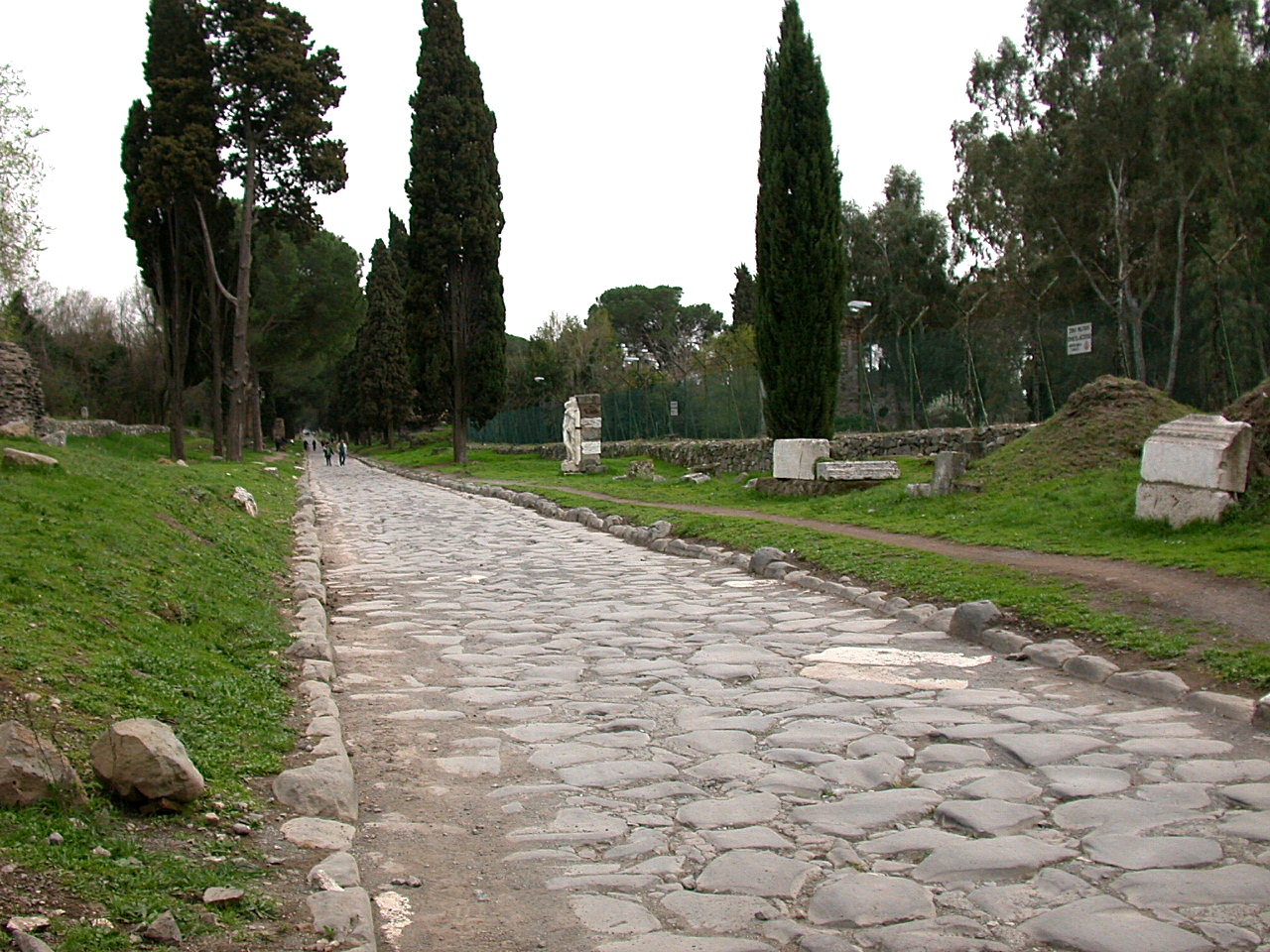
Basolato della Via Appia

Una vecchia tecnica di pavimentazione della strada con l'utilizzo di lastre laviche (i basoli).
Probabilmente derivata da quella più antica adottata dai romani, (il basolato).

### Bianca

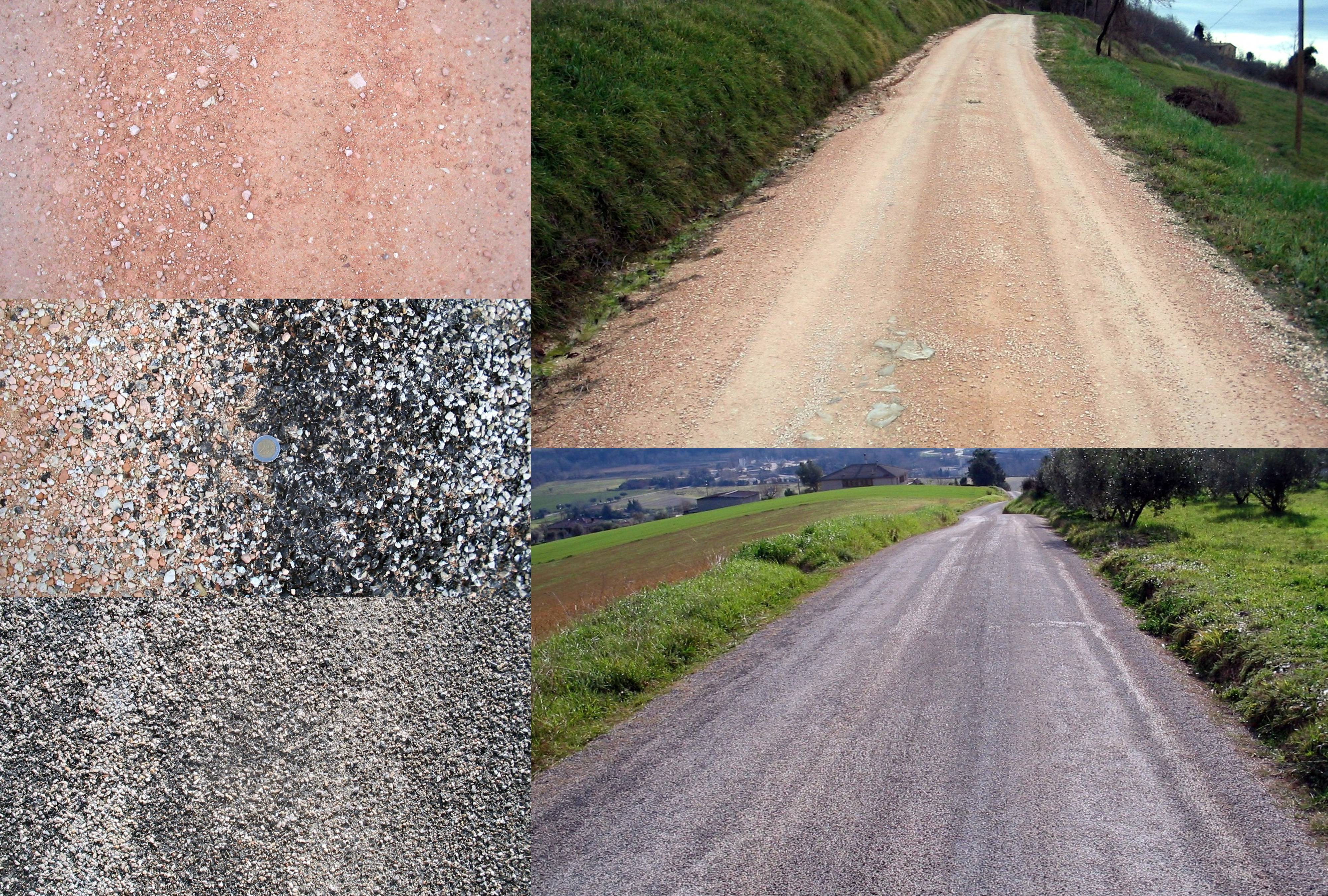
Confronto tra diverse strade bianche, con brecce differenti (rossa e nera)

La superficie d'usura è costituita da uno strato di breccia, generalmente rossa e da un legante più debole rispetto al bitume.
Questo genere di pavimentazione garantisce il transito anche in presenza di strade a pendenza elevata oppure coperte da uno spesso strato di neve; inoltre, per via della sua struttura molto drenante, scongiura o quasi la formazione di ghiaccio.

### Di terra

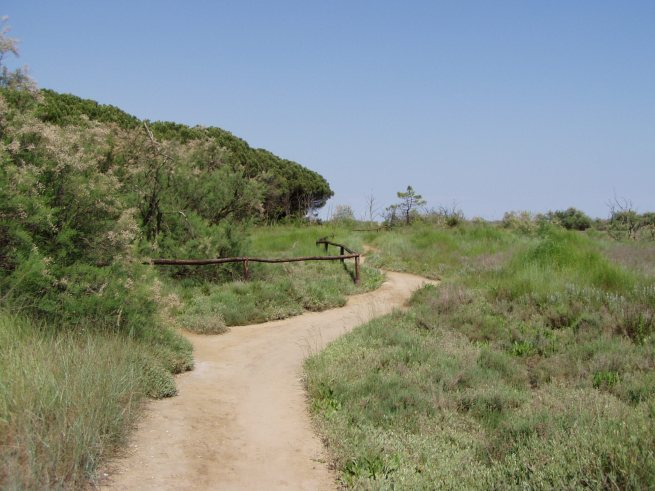
Strada di terra

Le "strade di terra", definite "strade sterrate", sono le più economiche a realizzarsi ma perdono facilmente la loro consistenza soprattutto in presenza di piogge abbondanti, risultando facile impantanarsi agli autoveicoli che vi transitano. Sono per lo più presenti in zone fuori città (per questo motivo vengono anche chiamate comunemente "strade di campagna"), all'interno di campi coltivati, zone boscate o deserte.
La scelta di questo tipologia di manto stradale è dovuta principalmente allo scarso flusso di autoveicoli che le percorrono quotidianamente.

### Pavé
Una vecchia tecnica di pavimentazione della strada con l'utilizzo d'uno strato in pietra di piccole dimensioni.

### Sampietrini
Una vecchia tecnica di pavimentazione della strada con l'utilizzo d'uno strato di blocchetti di basalto, usata nella città di Roma

### Masegni
Tipo di pavimentazione stradale costituita da blocchi di pietra d'Istria o trachite euganea usata nelle città di Venezia, Trieste e Rovigno.

### Selciato
Termine generico con cui si indica una superficie esterna pavimentata in pietra a lastre o blocchi.

### Macadam

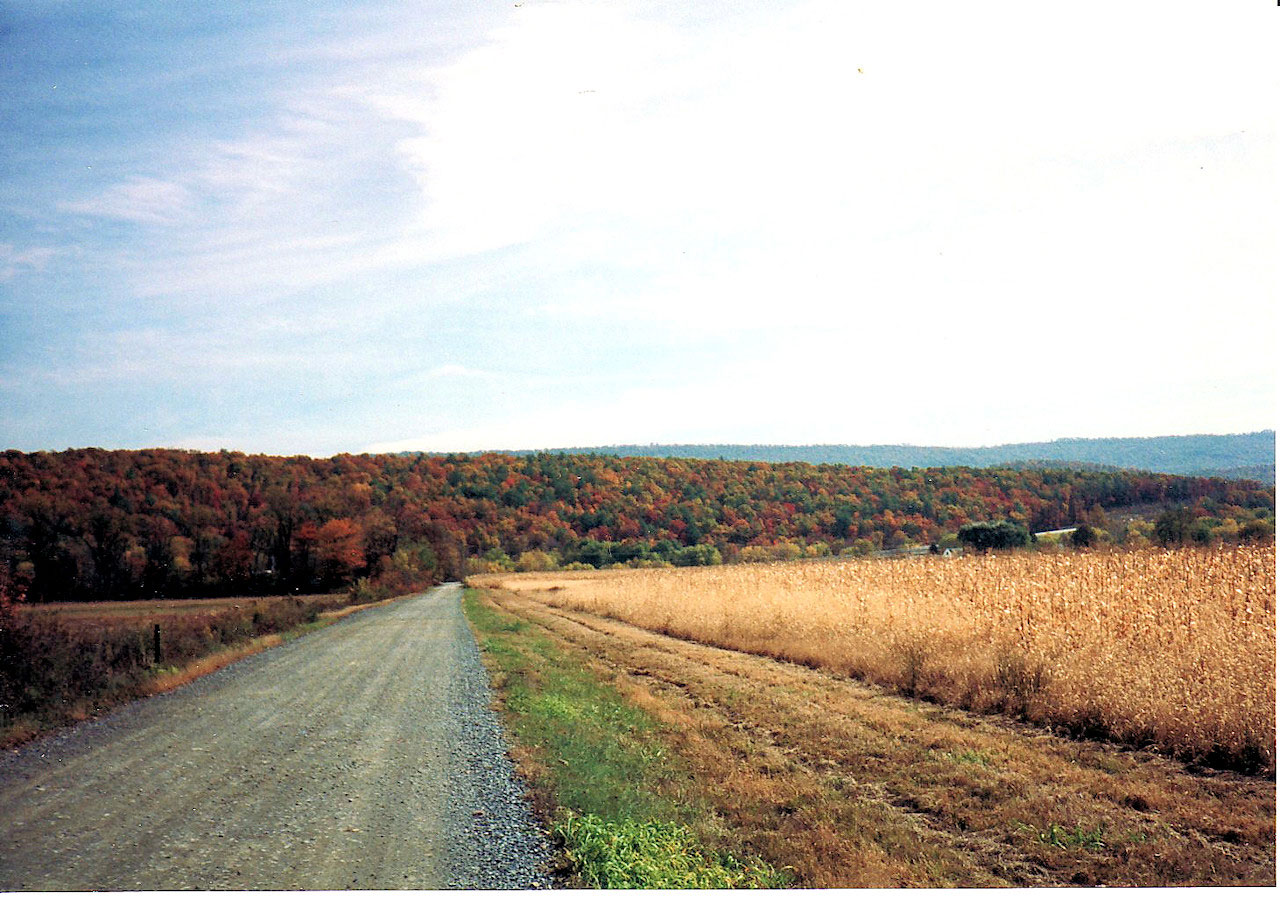
Strada in macadam

Tipo di pavimentazione stradale costituita da pietrisco e materiale collante compresso.

### Di tronchi

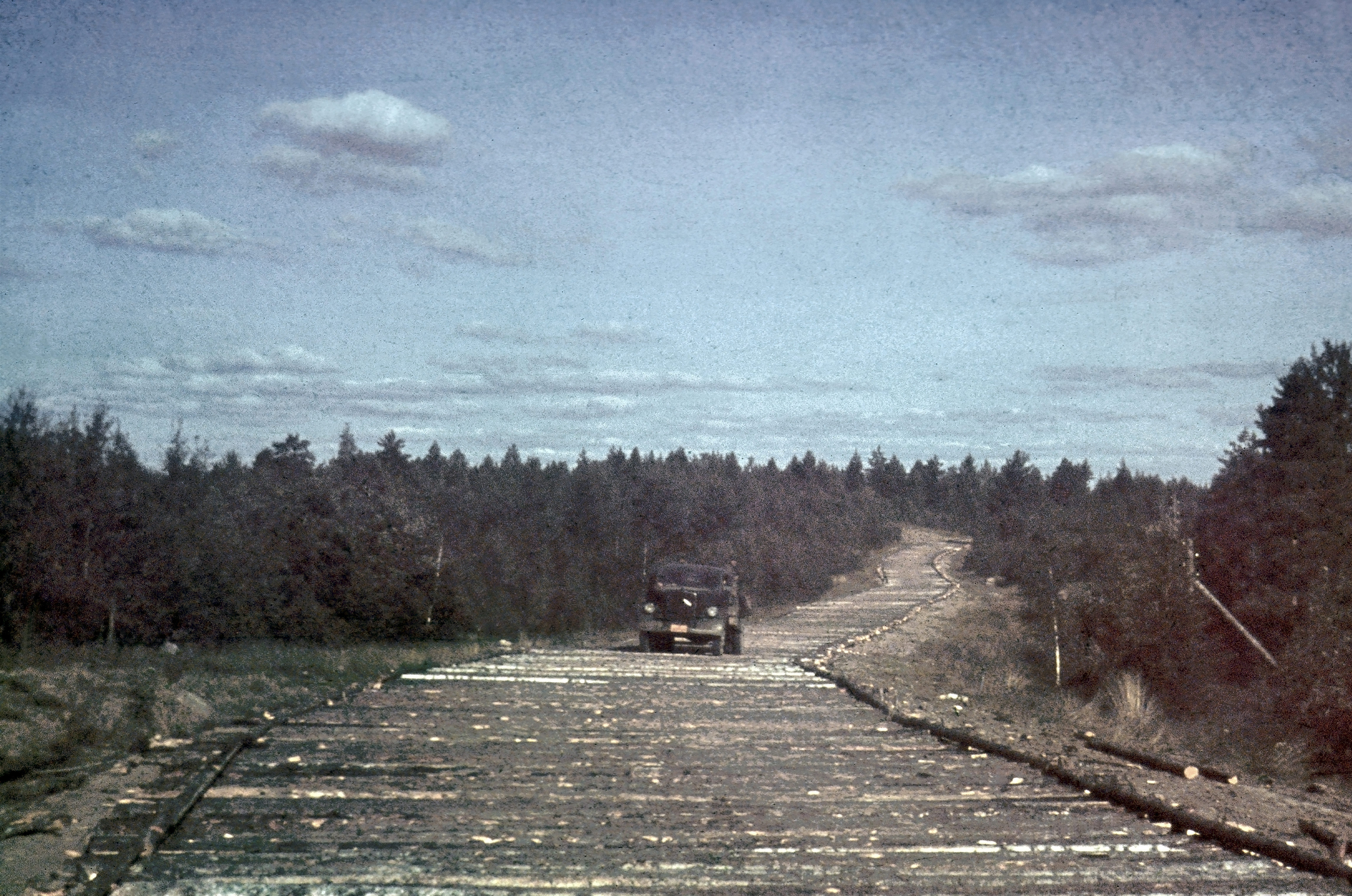
Strada di tronchi in Finlandia

Tipo di strada costruita con un letto di sabbia o di pietrame e coperta con dei tronchi posizionati in maniera perpendicolare al senso di marcia, utile in terreni paludosi o cedevoli e relativamente diffusa in Nord-America.

## Manutenzione

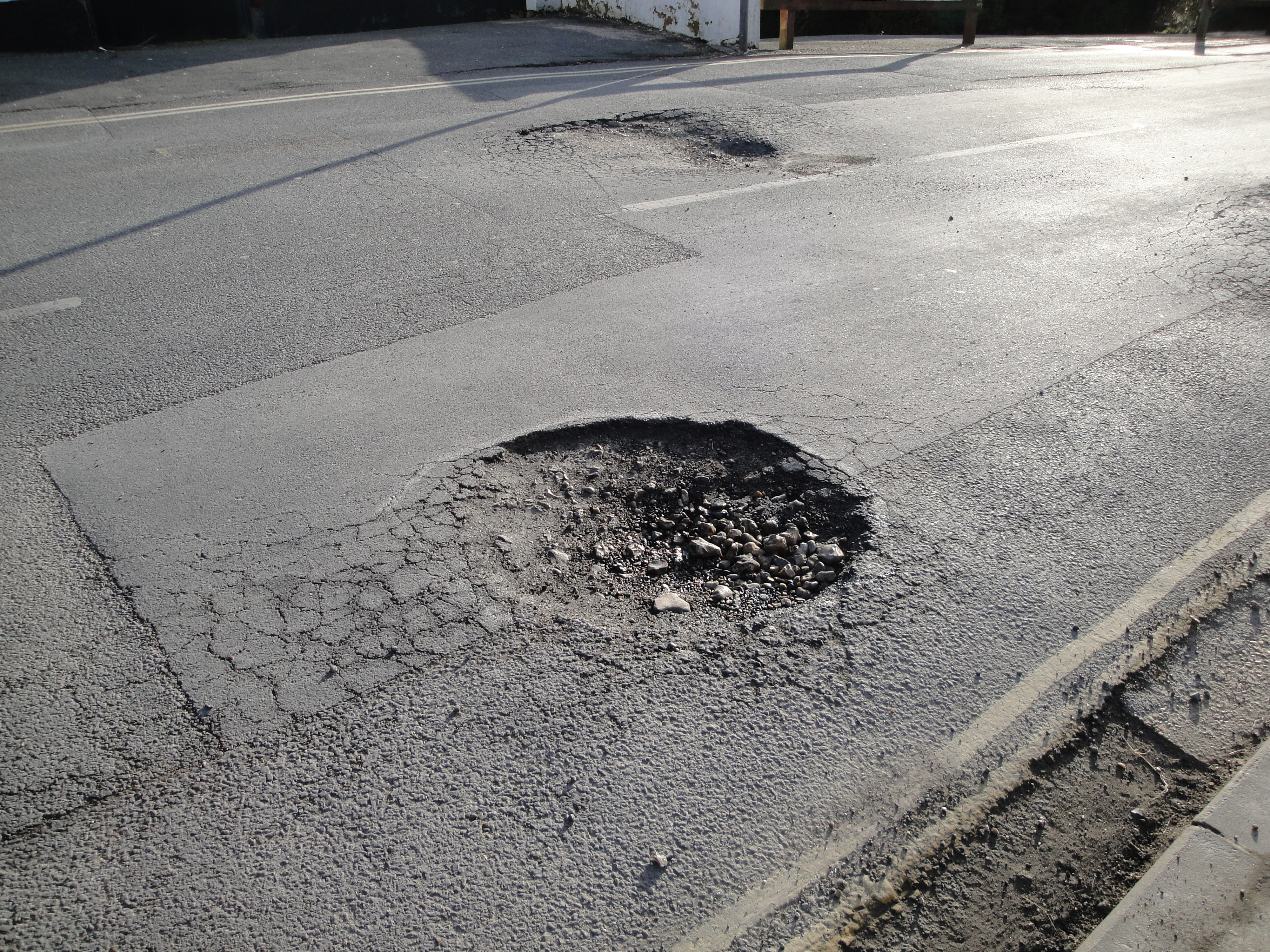
Una buca

La manutenzione della strada è fondamentale per garantire la sua corretta funzionalità, questa manutenzione può essere differente a seconda dei diversi tipi di pavimentazione.
Generalmente la frequenza della sua revisione, dipende sia dalla sua:
- Durezza: più il fondo stradale sarà resistente, maggiore sarà la sua durata
- Carico medio: tanto maggiore sarà il carico medio a cui è soggetta e maggiore sarà l'usura
- Agenti atmosferici: gli agenti atmosferici possono influire in modo diverso a seconda del tipo di suolo, generalmente non creano problemi per suoli molto compatti, mentre possono essere dannosi per suoli poco compatti